# Fabian Wegmann

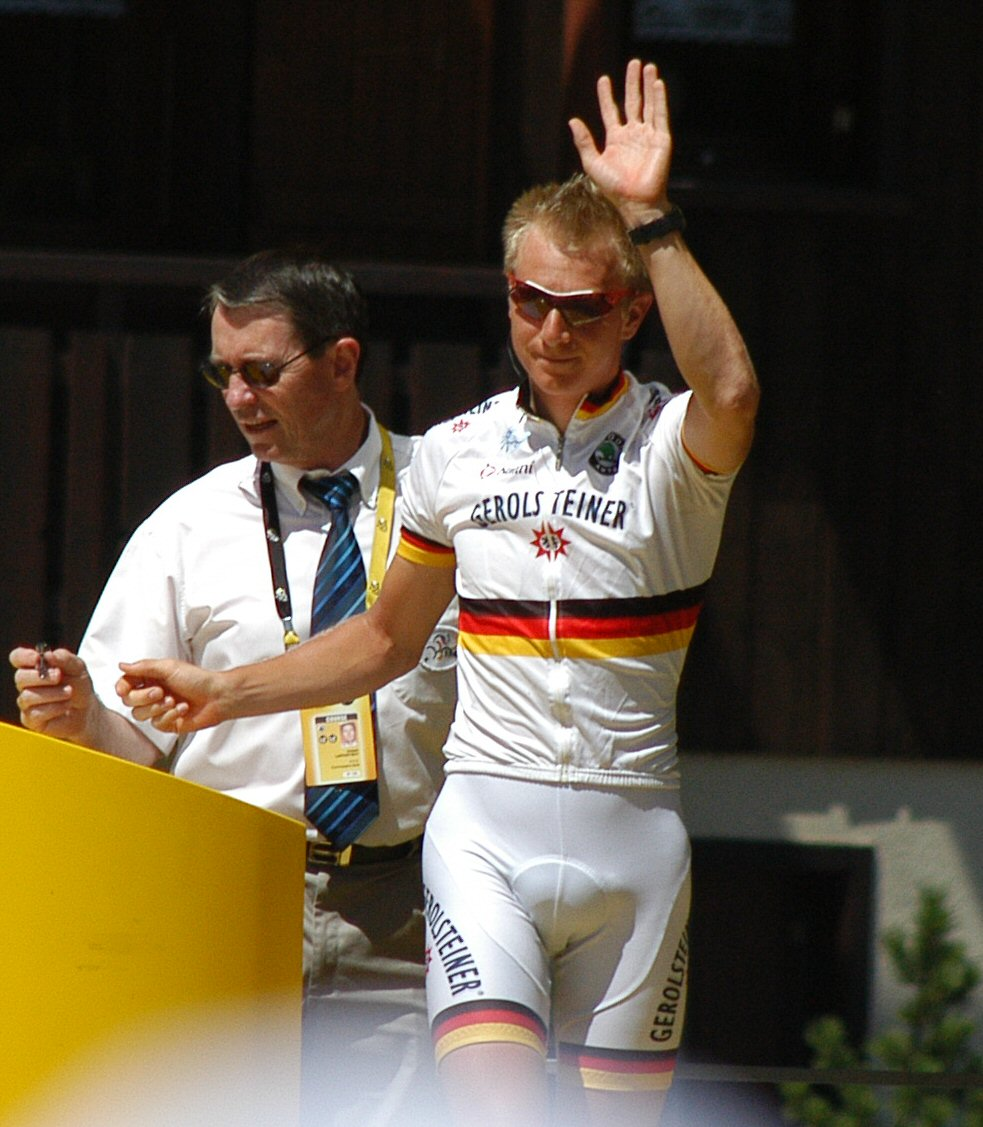
Fabian Wegmann inför etapp 8, Tour de France 2007.

Fabian Wegmann, född 30 juni 1980 i Münster, är en tysk professionell tävlingscyklist. Wegmann är mest känd för att ha vunnit Giro d'Italias bergspriströja 2004. 
Från 2002 till och med slutet av säsongen 2008 tävlade Wegmann för det tyska stallet Gerolsteiner. När huvudsponsorn, mineralvattentillverkaren Gerolsteiner Brunnen, valde att sluta sponsra stallet efter säsongen 2008 fick cyklisterna i stallet börja leta efter en ny arbetsgivare, då det inte var säkert att stallet skulle kunna fortsätta.
Fabian Wegmann blev kontrakterad av Team Milram från och med säsongen 2009.

## Karriär
Fabian Wegmann vann det tyska U23-nationsmästerskapets linjelopp 1999. Han blev professionell med Gerolsteiner 2002. Under sitt andra år som professionell vann tysken Sachsen-Tour International sammanlagt och en individuell etapp. Wegmann vann också GP Citta' di Rio Saliceto e Correggio. 
Fabian Wegmann är mest känd för att ha vunnit Giro d'Italias bergspriströja 2004. Under Tour de France 2005 attackerade han tidigt på etapp 7 som ett försök att vinna etappen med målgång i Karlsruhe, Tyskland. Efter den etappen fick han bära den rödprickiga bergspriströjan. 
Wegmann vann också Tre Valli Varesine, som är den viktigaste tävlingen i tredagarstävlingen Trittico Lombardo, där även Coppa Agostoni och Coppa Bernocchi ingår. Under säsongen 2005 vann Fabian Wegmann också den femte etappen på Polen runt. Han vann också Barclays Global Investors Grand Prix of San Francisco och GP Triberg-Schwarzwald.  
Säsongen 2006 vann Wegmann den första etappen på etapploppet Critérium du Dauphiné Libéré och han segrade även i det spanska endagsloppet GP Miguel Indurain. Två år senare vann han loppet för andra gången i sin karriär.
I juli 2007 vann Wegmann det tyska nationsmästerskapet på landsväg efter en utbrytning tillsammans med Patrik Sinkewitz. Samma år vann han också Rund um den Nürnberger Altstadt. Wegmann blev nationsmästare i linjelopp även året därpå. Under säsongen 2008 vann tysken också GP Miguel Indurain. Han slutade också tvåa på etapp 1 av Bayern Rundfahrt efter Gerald Ciolek. Wegmann deltog i linjeloppet under de Olympiska sommarspelen 2008 i Peking och slutade där på 21:a plats.
I mars 2009 slutade Wegmann tvåa på Montepaschi Strade Bianche-Eroica Toscana bakom Thomas Lövkvist. Han slutade även trea på Brabantse Pijl bakom fransmännen Anthony Geslin och Jérôme Pineau. Wegmann slutade tvåa på GP Miguel Indurain i april 2009 bakom David de la Fuente och Aleksandr Kolobnev. Han vann Eschborn-Frankfurt City Loop senare under säsongen. I slutet av maj slutade tysken trea på etapp 1 av International Bayern Rundfahrt. Fabian Wegmann slutade på fjärde plats på de tyska nationsmästerskapens linjelopp 2009.
Under Tour de France 2009 slutade Wegmann på sjunde plats på etapp 3 bakom spurtarna Mark Cavendish, Thor Hushovd, Cyril Lemoine, Samuel Dumoulin, Jérôme Pineau och Fabian Cancellara. I september samma år slutade tysken på sjunde plats i GP de Wallonie.

## Privatliv
Fabian Wegmann är bror till Christian Wegmann, som var professionell mellan 1997 och 2002.

## Stall

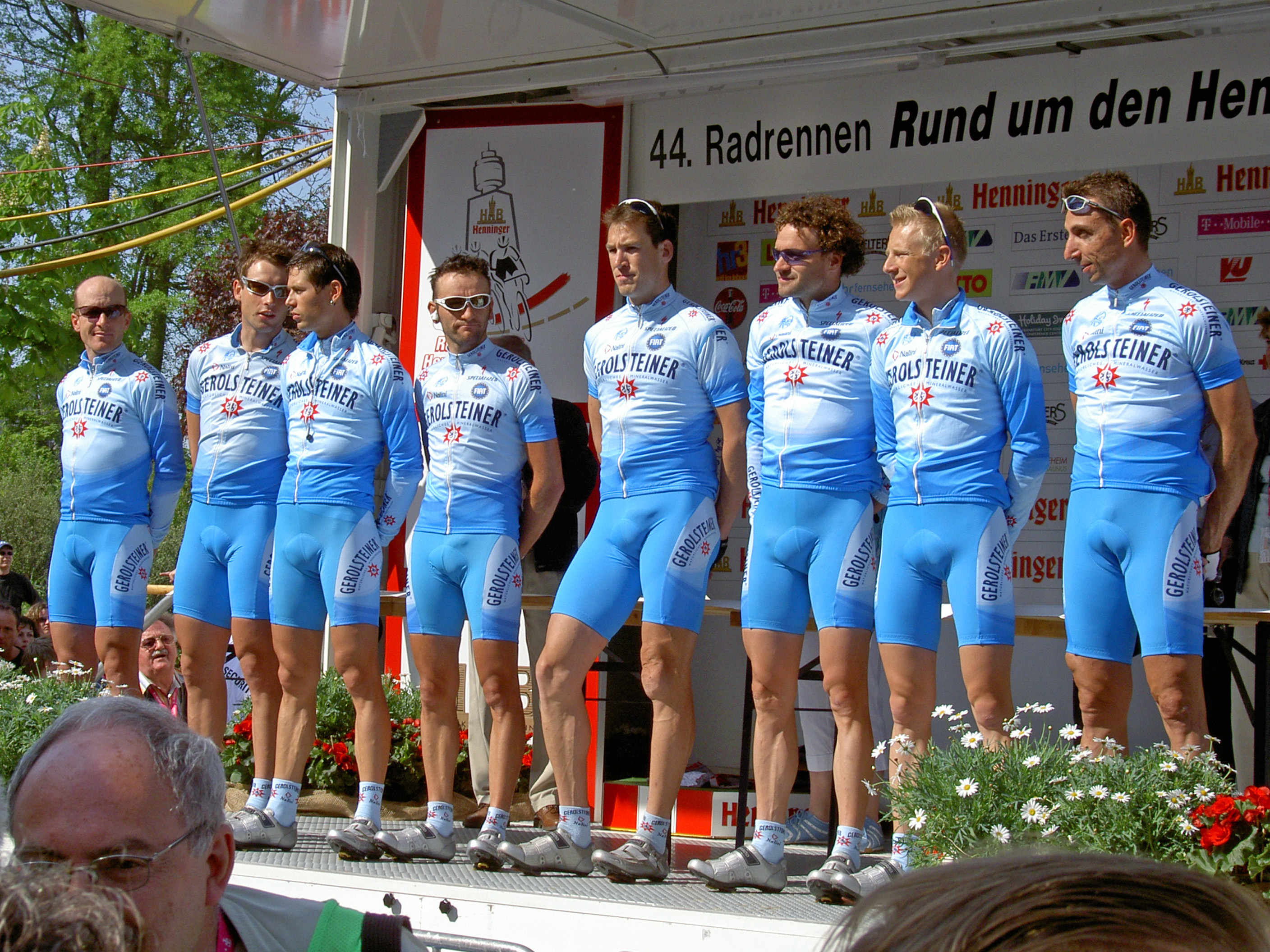
Fabian Wegmann, tvåa från höger, i Gerolsteiner 2005.

- Gerolsteiner 2002–2008
- Team Milram 2009–2010
- Leopard Trek 2011
- Garmin-Barracuda 2012–